# Quatre Rois célestes

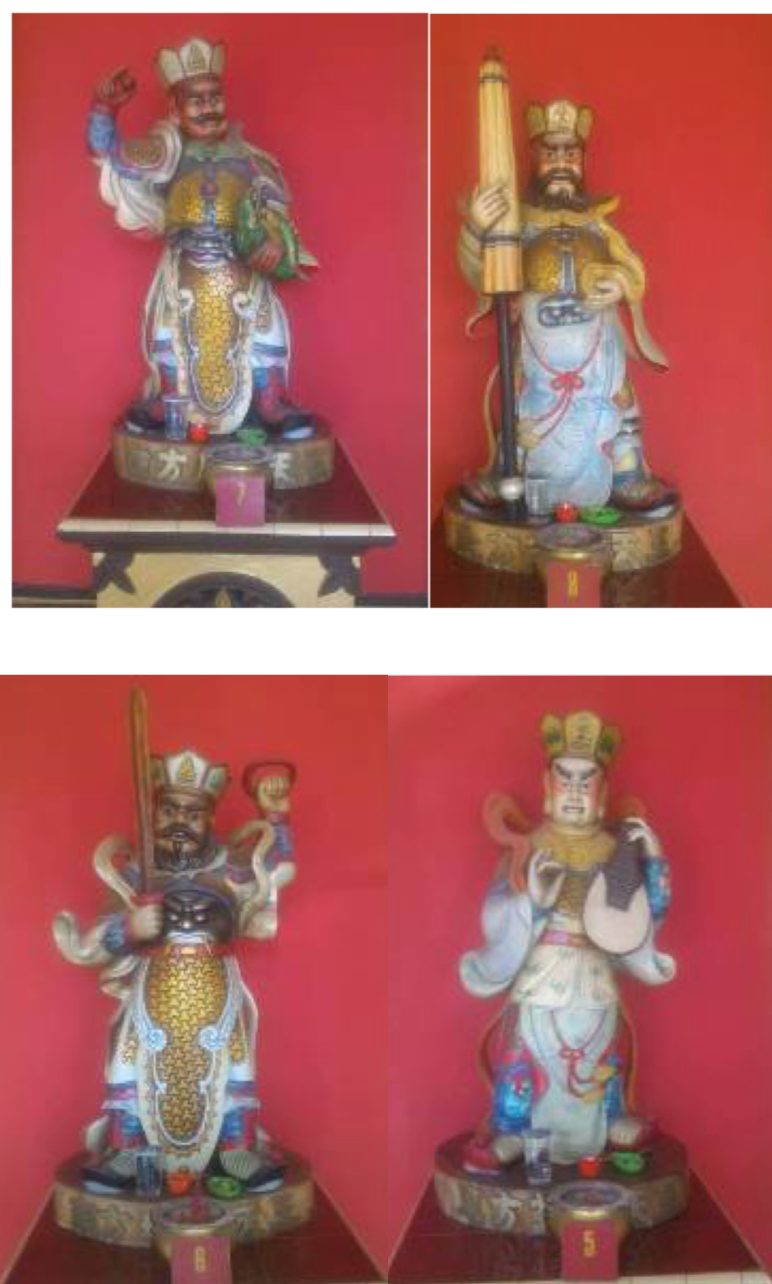
Les Quatre Rois Célestes, Gardiens :
de l'Ouest, du Nord, du Sud, de l'Est.
(De haut en bas, de gauche à droite). Temple Vihara Lotus, Surakarta, Indonésie.

Les Quatre Rois célestes (chinois : 四大天王 ; pinyin : sìdà tiānwáng ; litt. « Quatre grands célestes Rois »), sont les gardiens des horizons et de la loi bouddhique en Chine. Ces dieux sont également répandus dans les lieux où le bouddhisme est d'influence chinoise. Au Tibet, où ils sont appelés en tibétain : རྒྱལ་ཆེན་བཞི, Wylie : rgyal chen bzhi), au Japon où ils sont appelés shitennō (四天王, quatre rois célestes), ils sont également appelés en sanskrit ：Catur maharaja kayikas (चतुर्महाराज).

## Présentation
Voir Correspondance des noms pour des détails sur leurs dénominations dans les différentes langues.
Ils sont quatre gardiens, gardant chacun un des quatre points cardinaux.
Dans la version populaire du shinto, religion japonaise, le Gardien du Nord est également considéré comme un des trois kamis de la guerre (san senjin)
Ils servent tous les quatre Taishaku-ten (帝釈天), le dieu du centre, et le considèrent comme le gardien de la morale. Ils sont eux-mêmes les vassaux de l'un d'entre eux : Bishamon-ten. Pour les Japonais, ils résident sur le mont Meru.

## Origine chinoise
Ils tirent tous les quatre indéniablement leur origine de la religion hindoue, mais les Chinois leur en ont inventée une autre. C'est dans le roman fantastique chinois Fēng Shén Yǎn Yì (封神演義) « l'Investiture des dieux », écrit par Xǔ Zhòng Lín vers la fin du XVIe siècle, ou le début du XVIIe siècle, que l'on trouve l'origine des Quatre Rois Célestes : ils étaient quatre frères, « les frères Mo » (魔), appelés en renfort par le Grand Précepteur impérial de la dynastie Zhou, Wén Zhòng (聞仲), pour mater les forces rebelles de  Jiāng Zǐyá (姜子牙), Premier Ministre au service du futur monarque, Wǔ Wáng (武王). C'est lorsqu'ils apprend que les quatre frères approchent que le général rebelle Huáng Fēihǔ (黃飛虎), qui a combattu autrefois à leurs côtés et les connaît bien, commence à trembler en les décrivant :

« [...] L'aîné, Mó Lǐ Qīng (魔禮青), haut de vingt quatre pieds ( environ 7m30 ), le visage comme un crabe vif, les cheveux comme des fils de cuivre, utilise une longue hallebarde. Il combat à pied. Il a reçu une précieuse épée, appelée "l'épée du nuage bleu". La pointe porte un talisman avec les quatre mots "terre, eau, feu, vent". Côté vent, une bourrasque noire, cachant dix mille fois mille javelots, réduit les membres en poussière. Côté feu, un serpent se tortille dans les airs, répandant sur le sol une fumée noire qui pénètre dans les yeux pendant que la chaleur consume le corps [...]
[...] Son cadet, Mó Lǐ Hóng (魔禮紅), possède un parasol appelé "le parasol du chaos primitif", recouvert de perles lumineuses. Il y a la perle et le jade de l'aïeul, les perles vengeresses de la poussière, du feu, de l'eau, la perle de la fraîcheur dissolvante, la perles des neuf méandres, les perles fixant la face et le vent, enfin la perle avec les mots "le poids de l'univers". Personne n'ose ouvrir ce parasol, car, alors, le ciel se voile, la terre s'obscurcit, plus aucune lueur ne parvient du soleil ou de la lune. Toute la création se met à tournoyer [...]
[...] Le troisième, Mó Lǐ Hǎi (魔禮海), armé d'une hallebarde, emmenant sur son dos un Pípá (sorte de mandoline chinoise) à quatre cordes, émettant les sons "terre, eau, feu et vent". Les tons vent et feu, ensemble, produisent un effet semblable à celui de "l'épée du nuage bleu" [...]
[...] Enfin le dernier, Mó Lǐ Shòu (魔禮壽), se présente au combat avec deux fouets ou fléaux d'arme. Son sac renferme un être ressemblant à un rat, appelé "la zibeline de fleurs". Quand cet animal est lancé dans l'espace, il prend la forme d'un éléphant blanc, des ailes lui poussent sur les côtés. Il dévore tout, hommes et bêtes [...]. »

Tous les trois gardaient l'enceinte fortifiée, la passe de Jiā Mèng Guān (佳梦關) et devaient trouver chacun la mort lors de ce dernier combat. Tout était écrit depuis longtemps sur la tablette de jade de déification et le Ciel en avait décidé ainsi. Les quatre frères mourraient et deviendraient les "Quatre Rois Célestes".
Leurs histoires respectives sont également racontées dans les travaux du Père Henri Doré, "Recherches sur les Superstitions en Chine", écrite en 1911, où il les appellent les Sì Dà Jīn Gāng (四大金剛) « les Quatre Grandes Forces Dorées »
C'est leur origine chinoise qui va déterminer celle japonaise et fixer pour l'éternité leur iconographie dans le bouddhisme zen.

## Correspondance des noms
Ce tableau donne la correspondance des noms entre les différentes langues du bouddhisme ainsi que quelques informations sur le symbolisme des Shi Tennō. Ils correspondent aux Chaturmahârâja de l'Inde et aux Tian Wang chinois.
| Nom sanskrit          | Dhṛtarāṣṭra धृतराष्ट्र                                      | Virūḍhaka विरूढक                                      | Virūpākṣa विरूपाक्ष                | Vaiśravaṇa वैश्रवण (Kubera कुबेर)     |
| --------------------- | ------------------------------------------------------- | --------------------------------------------------- | ------------------------------ | --------------------------------- |
| Nom Pāli              | Dhataraṭṭha धतरट्ठ                                       | Virūḷhaka विरूळ्हक                                     | Virūpakkha विरूपक्ख               | Vessavaṇa वेस्सवण (Kuvera कुवेर)      |
| Signification         | « Celui qui maintient le pays" ou “Gardien des terres » | « Celui qui agrandit” ou “Patron de la croissance » | « Celui qui voit tout »        | « Celui qui entend chaque chose » |
| Chinois traditionnel  | 持國天王                                                | 增長天王                                            | 廣目天王                       | 多聞天王                          |
| Chinois simplifié     | 持国天王                                                | 增长天王                                            | 广目天王                       | 多闻天王                          |
| Hànyŭ Pīnyīn          | chí guó tiānwáng                                        | zēng cháng tiānwáng                                 | guăng mù tiānwáng              | duō wén tiānwáng                  |
| Nom coréen            | Jiguk Cheonwang 지국천왕                                | Jeungjang Cheonwang 증장천왕                        | Gwangmok Cheonwang 광목천왕    | Damun Cheonwang 다문천왕          |
| Nom japonais (kanji)  | 持國天 ou 治國天                                        | 増長天                                              | 廣目天                         | 多聞天 ou 毘沙門                  |
| Nom japonais (rōmaji) | Jikoku-ten                                              | Zōchō-ten                                           | Kōmoku-ten                     | Tamon-ten or Bishamon-ten         |
| Nom tibétain          | yul.'khor.srung (Yülkhorsung)                           | 'phags.skyes.po (Phakyepo)                          | spyan.mi.bzang (Chenmizang)    | rnam.thos.sras (Namthöse)         |
| Couleur               | Blanc                                                   | Bleu                                                | Rouge                          | Jaune                             |
| Symbole               | Pipa                                                    | Épée                                                | Serpent, petite stupa ou perle | Ombrelle, mangouste               |
| Subordonnés           | Gandharvas                                              | Kumbhāṇḍas                                          | Nâgas                          | Yakṣas                            |
| Direction             | Est                                                     | Sud                                                 | Ouest                          | Nord                              |

## Iconographie
Dans l'iconographie japonaise, les Shi Tennō sont représentés en guerriers en armure à l'allure menaçante et piétinant souvent des démons. Mais certaines caractéristiques permettent de les différencier :
- Jikoku-ten tient un sabre et un trident ;
- Jōchō-ten est représenté tenant un sabre ou une lance ;
- Kōmoku-ten tient un rouleau d'écriture et un pinceau ;
- Bishamon-ten porte une lance, ou un trident avec oriflamme, et une pagode.

| Lieu                                   | Gardien de l'Est Dhṛtarāṣṭra | Gardien du Sud Virūḍhaka | Gardien de l'Ouest Virūpākṣa | Gardien du Nord Vaiśravaṇa |
| -------------------------------------- | ---------------------------- | ------------------------ | ---------------------------- | -------------------------- |
| Temple de Pékin (Nord de la Chine)     |                              |                          |                              |                            |
| Temple à Shantou (Sud-Est de la Chine) |                              |                          |                              |                            |
| Tibet, Sud-Ouest de la Chine           |                              |                          |                              |                            |
| en Corée                               |                              |                          |                              |                            |
| Jiko-ji au Japon                       |                              |                          |                              |                            |
| Tōdai-ji au Japon                      |                              |                          |                              |                            |

## Un temple, le Shi Tennō-ji
Le régent Shōtoku leur fit ériger l'un des plus anciens temples du Japon, en 593, le Shi Tennō-ji à Naniwa (Osaka).

## Culture populaire
- Le troisième film de la série "Détective Dee", réalisé par Tsui Hark en 2018, fait explicitement référence aux quatre rois célestes : "Détective Dee : La Légende des Rois célestes" (chinois traditionnel : 狄仁傑之四大天王 ; chinois simplifié : 狄仁杰之四大天王 ; pinyin : Dí Rénjié zhī Sìdàtiānwáng).
- Les quatre compagnons de Minamoto no Yoshitsune, Kamata Morimasa, Kamata Mitsumasa, Satō Tsugunobu et Satō Tadanobu,  sont appelés les Yoshitsune Shitennō (義経 四天王, littéralement quatre Rois célestes de Yoshitsune) selon le Genpei Jōsuiki.
- Dans l'univers de Sailor Moon, les Shi Tennō sont quatre guerriers servant Queen Beryl (Reine Béryl) et sont les premiers grands ennemis que Sailor Moon et ses amies doivent affronter. On apprend plus tard qu'ils sont en réalité les anciens gardiens et conseillers d’Endymion, le Prince du Royaume de la Terre, allié de Sailor Moon et de ses amies, et qu'ils ont été corrompus par la Reine Beryl. De la même manière que le béryl est une pierre précieuse, les Quatre Rois Célestes serviteurs d'Endymion sont également nommés d'après quatre autres pierres précieuses : Kunzite, Néphrite, Jadéite et Zoïsite.
- Dans RG Veda (manga du groupe CLAMP, dix tomes parus chez Tonkam), dont l'univers est très fortement inspiré des mythes védiques et bouddhiques, les Shi Tennō tiennent le même rôle que dans le bouddhisme. Au service de Taïshaku-ten, ils sont chargés de pourchasser les six étoiles noires qui menace l'Empire de celui-ci.
- Dans les Megami Tensei, les quatre rois sont des figures récurrentes. 
  - Dans Shin Megami Tensei, ils se trouvent dans quatre temples aux quatre coins de Tokyo, et rencontrer les quatre permet de récupérer le katana de Masakado.
  - Dans Shin Megami Tensei: Lucifer's Call, les quatre rois doivent être affrontés et vaincus dans la tombe de Masakado afin de récupérer le plus puissant des Magatamas. À noter qu'ils peuvent aussi être fusionnés en tant que démon allié.
  - Dans Persona 3 et 4, les quatre rois sont des Personæ du héros.
  - Dans Shin Megami Tensei : Imagine, il est possible de combattre les quatre rois dans le donjon "Old Ichigaya Camp : Gold". Ils peuvent aussi faire office de compagnons.
- Dans le manga Noragami, Bishamon-ten est un personnage récurrent, représenté sous la forme d'une jeune femme chevauchant un lion.
- Dans le webtoon Tower of God, l'apparence du gardien ultime de l'Étage de la Mort est inspiré des Quatre Rois célestes.
- Dans le film d'animation La Guerre des Dieux (New Gods Yang Jian) les 4 frères Mo apparaissent en tant qu'antagonistes jadis vaincu par Yang et engagés par son mentor Yuding Zhenren pour traquer son neveu Chenxiang et l'empêcher à n'importe quel prix d'utiliser la lampe de lotus pour briser la montagne, liberer sa mere (la sœur de Yang) et sauver la grotte de Jinxia.